# Playa Quemada
Playa Quemada is een plaats in de gemeente Yaiza op het Spaanse eiland Lanzarote. Het dorp telt 131 inwoners (2007).
De nederzetting is gelegen aan de zuidwestkust en bestaat voornamelijk uit laagbouwwoningen.
De plaats is bereikbaar via de LZ-706 of te voet via een wandelpad langs de kust vanuit Puerto del Carmen.